# Ariel Muniz
Pour les articles homonymes, voir Muniz.
Ariel Muniz (Minas, 1942 - León, 2005) est un écrivain et journaliste uruguayen.

## Biographie
Né à Minas, en Uruguay. Il a déménagé au Mexique en 1977. Il a publié des livres d'histoires courtes et des essais dans de nombreux pays américains et européens.
Muniz a travaillé comme professeur à l'Universidad Iberoamericana de León, Guanajuato, Mexique. Ici, il a publié son dernier livre d'histoires Los ojos del niño.

## Œuvres
- Las malas noticias (1972)
- Cada día del tiempo (fiction, 1987)
- Una temporada en el Edén (1990)
- Circuitos raros (1996)
- Los ojos del niño (2002)
- Cercanos como estamos (2009, posthume)